# Tecnologia medieval

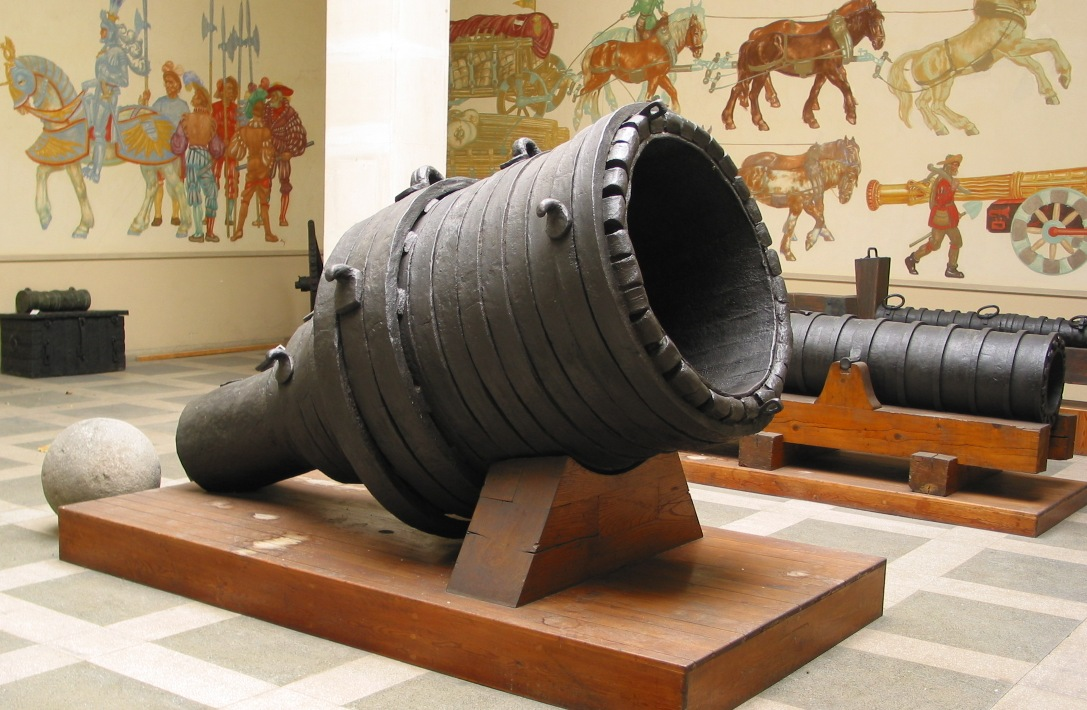
Pumhart von Steyr, un canó de gran port del.

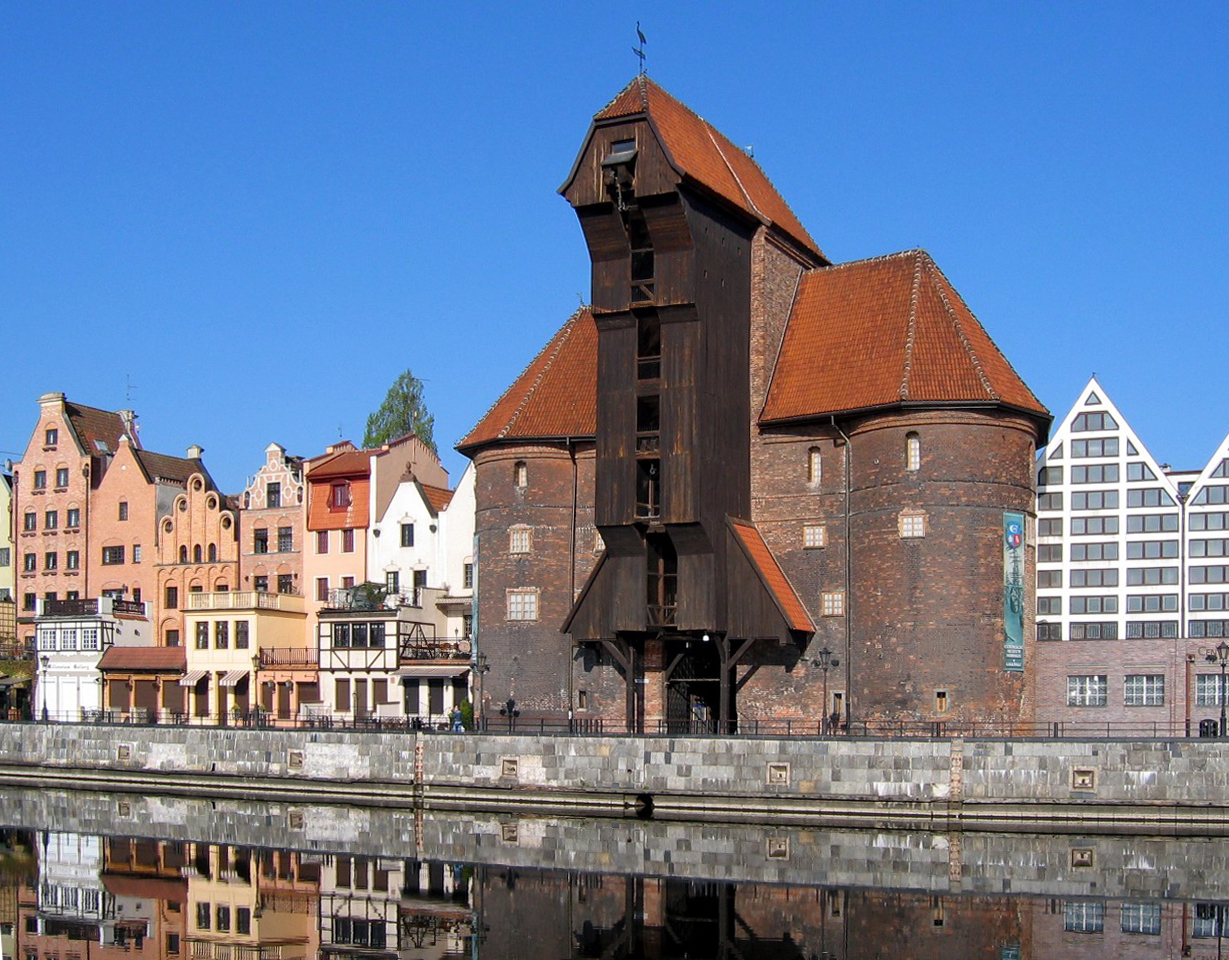
Grua medieval de port per muntar mastelers i hissar càrregues pesades a l'antic poble hanseàtic de Danzig.

La tecnologia medieval s'aplica a la tecnologia utilitzada en l'edat mitjana, particularment, en l'Europa sota el domini cristià. Després del Renaixement del segle XII, l'Europa medieval va experimentar un canvi radical en la taxa d'invencions, innovacions en les maneres d'administrar les mesures tradicionals de producció, i el creixement econòmic. El període va experimentar avanços tecnològics importants, incloent l'adopció de la pólvora, la invenció dels molins de vent horitzontals, ulleres, rellotges mecànics i molins d'aigua, tècniques de construcció (estil gòtic, castells medieval), i millores en l'agricultura en general (rotació de cultius).
El desenvolupament dels molins d'aigua des dels seus orígens va ser notable i ampli, i va comprendre des de l'agricultura als serradores, per a fusta i pedra. Cap a l'any 1086 quan es publica el Llibre Domesday, la majoria dels pobles importants comptaven amb molins rotatoris, totalitzant uns 6.500 en Anglaterra. També s'emprava molt l'energia hidràulica en la mineria per aixecar la mena dels pous, partir la mena i fins i tot per propulsar els manxas.
Els avanços tècnics europeus entre els segles XII i XIV van ser desenvolupats a partir de tècniques arrelades en l'Europa medieval, originats en antecedents romans i romans d'Orient, o adaptats d'intercanvis multiculturals producte de xarxes comercials amb el món islàmic, Xina i l'Índia. Sovint, l'aspecte revolucionari no va ser l'acte d'invenció en si mateix, sinó en el seu refinament tecnològic i aplicació al poder polític i econòmic. Encara que la pólvora havia estat utilitzada pels xinesos durant molt temps, van ser els europeus els qui van desenvolupar i perfeccionar el seu potencial militar, precipitant l'expansió europea i eventualment l'imperialisme de l'era moderna.
També es van realitzar importants avanços a la tecnologia marítima. Els avanços en la construcció naval van incloure els vaixells amb múltiples mastelerés amb vés-les llatines, el timó muntat al codast i la construcció del casc començant per l'armadura. Aquests desenvolupaments juntament amb noves tècniques nàutiques com la brúixola seca, la vara de Jacob i l'astrolabi, van permetre el control econòmic i militar de tots marés adjacents a Europa i també van permetre els assoliments nàutics a nivell mundial de l'era dels descobriments que estava naixent.
Al començament del Renaixement, la invenció per part de Gutenberg de la impremta mecànica va fer possible una disseminació del coneixement a una població més àmplia, que conduiria no solament a una societat gradualment més igualitària, sinó a una millor preparada per dominar altres cultures, inspirada per una gran reserva de coneixement i experiència. Els dibuixos i esbossos dels enginyers-artistes Guido dona Vigevano i Villard de Honnecourt de finals de l'era medieval poden ser considerats com a antecessors de les obres renaixentistes de creadors tals com Taccola o da Vinci.

## Tecnologies civils
A continuació, es presenta una llista de diverses tecnologies medievals. S'indica la data aproximada o primer esment de la tecnologia en l'Europa medieval. Les tecnologies sovint eren producte d'intercanvis culturals i la data i lloc de les invencions primigènies no es presenta (vegeu les referències per a una història detallada de cadascuna d'elles).

### Agricultura
- El arada pesat (segles V al viii), amb roda i un abocador, apareix per primera vegada en terres eslaves. Després és introduït en el nord d'Itàlia (en el vall del Po) i per al segle VIII estava en ús a la zona del Rin. Un element essencial en l'ús eficient de les terres riques, pesades i sovint humides del nord d'Europa, el seu ús va permetre transformar en cultivables zones de boscos i pantans
- Llúpol (segle xi): Agregat a la cervesa, la seva importància radica principalment en la seva capacitat per preservar-la i augmentar la seva transportabilitat amb el consegüent benefici sobre el comerç.
- Collaret per a cavalls (segles VI a l'IX): Una sèrie d'evolucions des de l'arnés clàssic de l'antiguitat, passant per l'arnés de pit amb corretges del segle vi fins al collaret per a cavalls del segle ix, van permetre augmentar la potència de tracció i arrossegar arades més pesades.
- Ferradures (segle ix): Van permetre als cavalls adaptar-se a terrenys durs a Europa (roques, muntanyes) i transportar càrregues més pesades. Possiblement conegudes pels romans i cèltics des de l'any 50 aC.
- Premsa de vi (segle xii): És la primera aplicació pràctica d'aplicar pressió sobre una superfície plana. És el principi que després s'utilitza en la impremta.

### Arquitectura i construcció
- Pou artesià (1126): Una barra prima amb una punta de ferro dur en el seu extrem és col·locada en un pou i copejada un gran nombre de vegades amb una maça, la pressió de l'aigua subterrània força a l'aigua a emergir pel forat sense necessitat de bombar-la. Els pous artesians deuen el seu nom al poble d'Artois en França, on en 1126 els monjos cartutxs van realitzar el primer pou.
- Calefacció central mitjançant canals en el pis (segle ix): Al començament del Medioevo a les terres altes alpines, es va originar un sistema de calefacció central simple, en el qual la calor era conduïda a través d'una sèrie de canals sota el pis des de la sala del forn. Aquest sistema va reemplaçar a l'hipocaust romà en alguns llocs. En l'abadia de Reichenau s'ha trobat una xarxa de canals interconnectats per sota del pis d'un gran saló de 300 m² on es congregaven els monjos durant l'hivern. S'ha calculat que l'eficiència del sistema era d'un 90%.[2]
- Volta de creueria (segle XII): Un element essencial en el desenvolupament de l'arquitectura gòtica. Va permetre per primera vegada construir voltes sobre espais rectangulars. A més va facilitar en gran manera l'armat de bastides. Reemplaçament en gran manera a la volta d'aresta antiga.
- Pont d'arc segmentat (1345): El Ponte Vecchio a Florència és considerat el primer pont d'arc segmentat de l'Europa medieval.

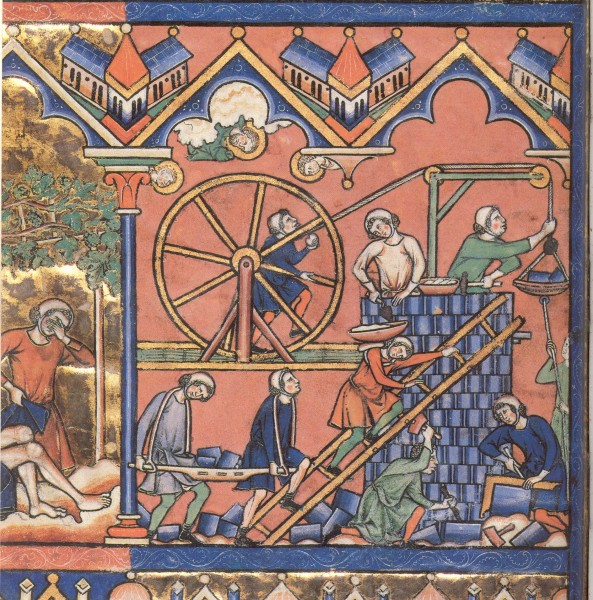
Grua de roda

- Grua de roda (cap a 1220): La primera referència a una grua de roda en la literatura es remunta a 1225 a França,[3] seguida per una descripció il·luminada en un manuscrit probablement d'origen també francès datat cap a 1240.[4] A més de grues de roda (accionades per una persona que caminava pel seu interior), cabrestants eren emprats per donar-li potència a les grues.[5]
- Grua de port fixa (1244): Les grues de port fixes són considerades un desenvolupament de l'edat mitjana, el seu primer ús documentat es remunta a 1244 en Utrecht.[6] La grua de port típica era una estructura pivotant proveïda de dobles rodes d'accionament per persones. Les havia de dos tipus: grues de pòrtic pivotants sobre un únic eix vertical i grues amb torres de pedra que allotjaven the windlass i rodes d'accionament amb solament un braç i sostre rotatori.[7] Aquestes grues se situaven a la vora dels molls per a la càrrega i descàrrega d'embalums, on van reemplaçar o van complementar altres mètodes antics tals com balancins, malacats i vergues.[6] Permetien una rotació de la càrrega i, per tant, era especialment apropiada per al treball en els molls data de 1340.[8]
- Grua flotant: A més de les grues fixes, les grues flotants que podien situar-se de manera flexible en tota la zona del port van començar a ser utilitzades cap al segle xiv.[7]
- Grua de masteler: Algunes grues de port es van especialitzar a muntar mastelers a vaixells durant la seva construcció, com per exemple a Danzig, Colònia i Bremen.[7]
- Carretó (cap a 1170): Molt útil en la construcció, mineria, i agricultura. La primera evidència literària sobre l'ús de carretons es remunta a 1170 - 1250 en el nord-oest d'Europa. El primer dibuix d'elles és un realitzat per Matthew Paris a mitjan segle xiii.

### Art

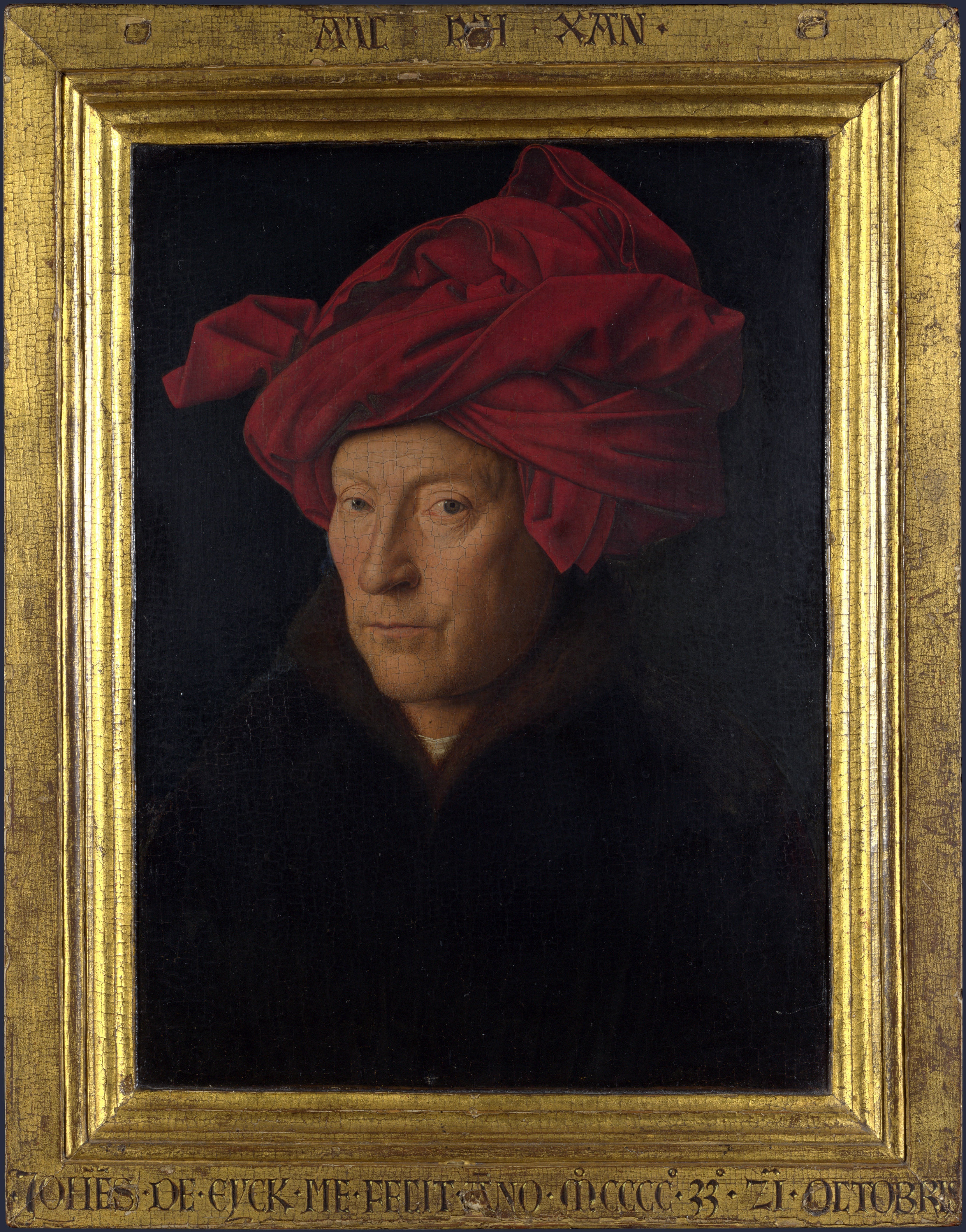
Retrat d'un home amb turbant, pintura a l'oli de Jan van Eyck (1433)

- Pintura a l'oli (ca. 1410): Ja al segle xiii, l'oli s'utilitzava per agregar detalls a pintures realitzades amb tempera. Se li reconeix al pintor flamenc Jan van Eyck cap a 1410 la creació d'una barreja d'oli que era estable.

### Rellotges
- Tablet de sorra (1338): Raonablement confiable, barat i precís per mesurar el temps. A diferència de l'aigua en una clepsidra, el flux de sorra és independent de la profunditat de sorra en el recipient superior, a més l'instrument no sofreix possibilitat de congelació. Els rellotges de sorra són una invenció medieval (la seva primer referència documentada és de Siena, Itàlia).
- Rellotges mecànics (segle xiii i XIV): Una innovació europea, els rellotges accionats per pesos van ser principalment utilitzats en rellotges de torres dels ajuntaments.

### Mecànica
- Manovella composta: En 1335, el físic italià Guido da Vigevano va combinar en el seu Texaurus, una col·lecció de màquines de guerra el propòsit de la qual era reconquistar la Terra Santa, dues manovelles simples de manera d'obtenir una manovella composta per impulsar en forma manual els carruatges de guerra i un vaixell de paletes. Els dispositius eren incorporats directament a l'eix del vehicle respectiu amb els eixos que accionaven les rodes de paleta.[9]

### Metal·lúrgia
- Alt forn (1150-1350): El ferro colat fa la seva aparició a Europa central (per exemple en Lapphyttan a Suècia, Dürstel a Suïssa i el Märkische Sauerland a Alemanya) cap a 1150,[10] i en certs llocs encara amb anterioritat al 1100.[11] La tècnica és considerat un desenvolupament europeu independent.[12]

### Molta
- Molí per a paper (Segle XIII): La primera evidència precisa d'un molí per a paper accionat per força hidràulica es remunta a 1282, és difícil d'assegurar el seu origen el qual podria ser en la fabricació de paper a la Xina[13][14] o al món musulmà.[15][16]
- Molí per a laminació (Segle XV): Utilitzat per produir làmines de metall de gruix uniforme. Inicialment utilitzat amb metalls mal·leables tals com el plom, or i estany. Leonardo da Vinci va descriure una laminadora per a ferro.
- Molí accionat per marea (Segle VI): Els primers molins accionats per la marea s'han descobert en la costa d'Irlanda on es coneixien i utilitzaven dos tipus principals de rodes hidràuliques: un molí de marea del segle vi en Killoteran prop de Waterford era accionat per una roda hidràulica vertical,[17] mentre que en la Little Island els canvis induïts per les marees eren utilitzats mitjançant un molí proveït d'una roda horitzontal (c. 630).[18]Plantilla:Harnvb Altre exemple que es remunta a temps antics és el Nendrum Monastery mill de l'any 787 que s'estima va tenir en el seu apogeu una potència de 7?8 HP.[19][20]
- Molí de vent vertical (Anys 1180): Inventat a Europa as the pivotable post mill, el primer esment disponible d'un prové de Yorkshire a Anglaterra en 1185. Eficient tant per moldre gra com per moure aigua. Més tard també com a molí de torre estacionària.
- Martell piló accionat per aigua (la fi del segle xii): Utilitzat en metal·lúrgia en el forjat de metall provinent de forns baixos de reducció directa i forges catalanes. Va substituir al treball manual amb maces. Eventualment va ser desplaçat pel steam hammers al segle xix.

### Navegació
- Brúixola seca (segle XII): El primer esment a una brúixola d'adreça es troba en l'obra On the Natures of Things de Alexander Neckam, escrita a París cap al 1190.[21] Fos transmesa de la Xina o els àrabs o una innovació independent europea. La brúixola seca va ser inventada en el Mediterrani cap al 1300.[22]
- Brúixola astronòmica (1269): L'estudiós francès Pierre de Maricourt descriu en la seva obra experimental Epístola de magnet (1269) tres dissenys diferents de brúixoles que ha desenvolupat per a l'observació astronòmica.[23]

### Impressió, paper i lectura
- Impremta de tipus mòbils (anys 1440): Inventada per Johannes Gutenberg. Utilitzava lletres separades (tipus) amb els quals s'armaven les plaques d'impressió de pàgines, la qual cosa significava que els tipus podien ser reciclats i l'armat d'una pàgina es podia realitzar amb major celeritat.
- Paper (segle xiii): Inventat a la Xina, va ser transmès a través de l'Espanya islàmica cap a Europa al segle xiii, on es va mecanitzar el procés de fabricació per mitjà de molins hidràulics i premses.

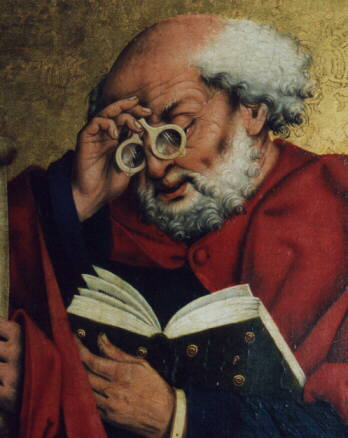
Sant Pere llegint amb ulleres (1466).

- Prismàtics (Anys 1280): Les lents convexes van ser una innovació europea. sorgida a Florència, Itàlia. Els lents còncaus no van ser desenvolupats abans del segle xv.
- Marca d'aigua (1282): Innovació medieval per marcar els productes del paper i desmotivar el falsificat. Va ser introduït primer en Bolonya, Itàlia.

### Ciència i coneixement
- Numeració aràbiga (segle xiii): El primer esment que es tinguin registres a Europa es remunta a l'any 976. Va ser publicada per primera vegada en 1202 per Fibonacci en el seu Liber Abaci.
- Universitat: Les primeres universitats medievals es van fundar entre el segle xi i xiii donant lloc a un augment de l'analfabetisme i l'aprenentatge. Pel 1500, la institució s'havia difós per Europa i va tenir un rol clau en la Revolució científica. En l'actualitat, el concepte educatiu i la institució han estat àmpliament adoptades globalment.[24]

### Indústria tèxtil i vestimenta
- Botó (segle xiii): Durant el segle xiii a Alemanya, van fer la seva aparició els botons amb traus utilitzats per ajustar o tancar una vestimenta, en el que és el mètode més convenient abans que fos creat el tancament.[25]
- Teler horitzontal (segle xi)
- Seda (segle vi): L'elaboració de seda va començar a Europa de l'Est al segle vi i a Europa Occidental als segles xi i xii. Importada des de l'antiguitat per la ruta de la seda. La tecnologia va ser perfeccionada en la Toscana durant el segle xiii.
- Màquina de filar (segle xiii): Portada a Europa probablement des de l'Índia.

### Diversos

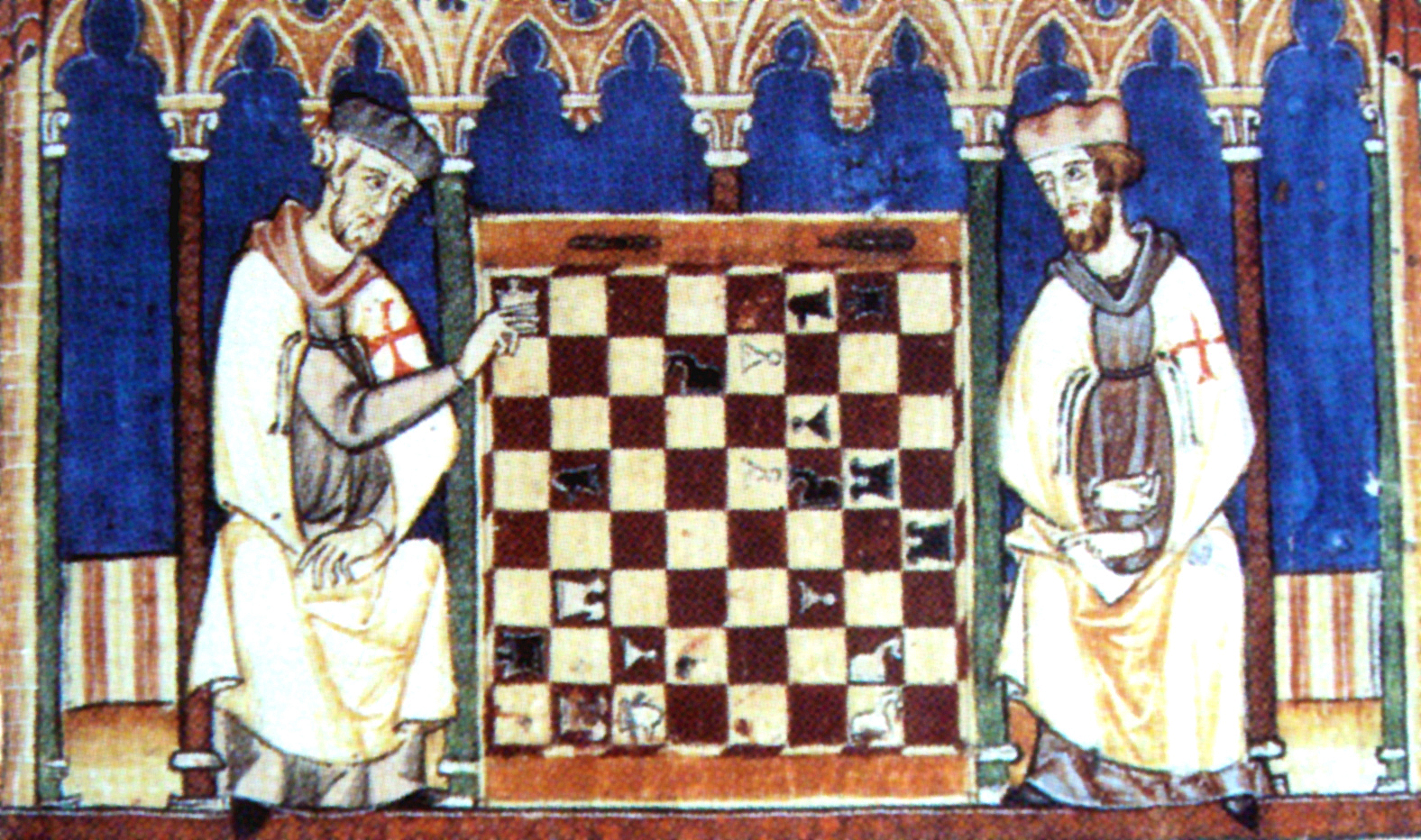
Cavaller templari jugant als escacs, Llibre dels jocs (1283)

- Escacs (1450): Els antecessors més antics del joc es van originar al segle vi en l'Índia i van viatjar a través de Pèrsia i el món musulmà fins a Europa. Allí el joc va evolucionar fins a prendre la seva forma actual al segle xv (vegeu Història dels escacs).
- Vidre del bosc (ca. 1000): Tipus de vidre fabricat a força de cendra de fusta i sorra com a matèria primera i que es caracteritza per colors en el rang-verd-groguenc.
- Pedra per afilar (834): Una pedra prou en general d'arenisca utilitzada per afilar trossos de ferro. La primera pedra rotativa d'afilar (girada amb una manovella) es mostra en Utrecht Psalter, amb il·lustracions que es remunten al 816 - 834.[26] Segons Hägermann, el dibuix a tinta és una còpia d'un manuscrit antic.[27] Una segona manovella col·locada en l'altre extrem de l'eix es pot observar en un gravat del Luttrell Psalter de 1340.[28]
- Licor (segle xii): La destil·lació de l'alcohol per alquimistes islàmics, inicialment utilitzat com a elixir medicinal. Remei popular contra la Pesta Negra durant el segle XIV; desenvolupament de begudes "nacionals" tals com el vodka, gin i brandy.
- Imants (segle xii): La primera referència es remunta al Roman d'Enéas, escrit entre 1155 i 1160.
- Miralls (1180): La primera referència a un mirall de "vidre" és de 1180 per Alexander Neckham que indica "Si es remou el plom que es troba darrere del vidre llavors desapareix la imatge de la persona que està mirant."
- Atles quirúrgic il·lustrat (1345): Guido da Vigevano (ca. 1280?1349) va ser el primer autor a incorporar il·lustracions a les seves descripcions anatòmiques. El seu Anathomia posseeix figures d'estructures neuroanatòmiques i tècniques tals com la dissecció del cap mitjançant trepanació, i dibuixos de les meninges, cerebrum, i spinal cord.[29]
- Quarantena (1377): Inicialment un període de 40 dies, la quarantena va ser introduïda per la República de Ragusa com una mesura de prevenció contra la Pesta Negra. Posteriorment adoptada a Venècia des d'on la seva pràctica es va estendre per la resta d'Europa.
- Parany per a ratolins (cap a 1170): El primer esment d'un parany per caçar ratolins es troba en el poema medieval Yvain, el Cavaller del León per Chrétien de Troyes.
- Sabó (segle ix): L'ús de sabó en la seva forma semilíquida, va aconseguir gran difusió a Europa durant el segle ix, el sabó sòlid va ser perfeccionat pels àrabs al segle xii.

## Tecnologies militars

### Cavalleria
- Muntura (cap a 1050): Li permetia als cavallers portar la llança sota el braç i evitar que la càrrega es convertís en un gir no desitjat. Aquesta innovació va donar lloc al desenvolupament de la cavalleria d'alt impacte, en permetre als cavallers carregar a ple galop, amb la qual cosa tenien un impacte superior al dels catafractes.
- Esperons (segle xi): Inventades pels normands, apareixen en forma coincidents amb les muntures. Permetien al cavaller controlar el seu cavall amb els peus en comptes de amb les mans, reemplaçant el fuet i deixant lliures els braços. Els esperons amb rodetes ja es coneixien des del segle xiii. Els esperons daurades eren un símbol destacat dels cavallers.
- Estrep (segle vi): Inventat al segle iv pels nòmades de l'estepa en el que és actualment Mongòlia i el nord de la Xina, el seu coneixement va ser transmès cap a l'oest. Van aparèixer en l'Imperi Romà d'Orient en el segle vi i en l'Imperi Carolingi en el segle viii. Permetien que el cavaller muntat manipulés la seva espasa i barallés des de certa distància augmentant així la importància de la cavalleria muntada.

### Armes de projectil
- Arc llarg i l'arqueria disciplinada (segle xiii): Amb el seu alt poder de penetració i alta velocitat de recarrega, l'arc llarg va contribuir a la desaparició dels cavallers medievals. Va ser utilitzat en forma molt eficaç pels anglesos contra la cavalleria francesa durant la Guerra dels cent anys (1337?1453).
- Arbalesta (finals del segle 14): aquesta innovació europea, va ser acompanyada per diversos additaments per augmentar el seu poder destructiu. Amb el que les armes es van convertir en les primeres ballestes mecàniques portàtils.

### Artilleria mecànica
- Catapulta de contrapès (Segle 12): Solament motoritzades per acció de la força de gravetat, amb la seva capacitat de llançar grans pedres a grans distàncies aquestes catapultes van revolucionar les tècniques medievals de setge i la construcció de fortificacions. Originàries de l'àrea en l'est de la conca mediterrània, les catapultes amb contrapès van ser portades als Estats croats cap a 1120, a l'Imperi Romà d'Orient cap a 1130 i a l'oest llatí en la segona meitat del segle 11.[30]